# Henschel EA 500
Die Henschel EA 500 ist eine in zwei Exemplaren gebaute Elektrolokomotive. Sie ist für Fahrleitungs- und Batteriebetrieb ausgerüstet. Die beiden 1966 gebauten Lokomotiven wurden von der Rheinstahl-Bergbau AG für das neu elektrifizierte Netz der Prosper-Zechen beschafft und als E 9 und E 10 eingereiht. Sie haben eine Stunden-Leistung von 360 Kilowatt. Die Typbezeichnung ist von der entsprechenden PS-Leistungsklasse übernommen.
Die EA 500 ist in einer Art Baukastenprogramm entstanden. Die weiteren Loks dieses Programms sind die dreiachsige EA 800 mit 540 Kilowatt und die vierachsige Drehgestelllokomotive EA 1000 mit 540 Kilowatt Leistung.
Mit Gründung der Ruhrkohle AG gingen die Loks 1970 an die RAG – Ruhrkohle AG, Zechenbahn- und Hafenbetriebe Ruhr-Mitte. Sie wurden in E 489 und E 490 umgezeichnet. Die E 489 verunfallte 1972 und wurde 1977 verschrottet. Die verbliebene Lok wurde 1983 in 290 umgezeichnet und 1997 abgestellt. Sie ging 1999 an das Westfälische Industriemuseum und befindet sich auf dem Gelände der Henrichshütte in Hattingen.